# Lubasziwka
Lubasziwka (ukr. Любашівка) – osiedle na Ukrainie, w obwodzie odeskim, w rejonie podolski, siedziba hromady. W 2001 roku liczyła ok. 11,5 tys. mieszkańców.